# Eduardo Escalante
Eduardo Escalante Mateu fue un dramaturgo conocido fundamentalmente por su extensa producción de sainete valenciano, género al que aportó 47 creaciones conservadas a la actualidad —aunque seguramente escribió aún más—, y que lo ubicaron en lo más alto de la creación teatral de la última mitad del siglo XIX. Su obra dejó escuela e imitadores después de su muerte.

## Primeros años
Hijo de inmigrantes (hijo de Juan Antonio Escalante Casamayor, natural de Villena y adscrito al cuerpo de carabineros, y de Mónica Mateu Carvajales, natural de Valladolid), queda huérfano de madre al nacer, ya que esta muere durante el parto. El padre, desterrado después de los sucesos de 1835 por su condición de liberal, muere en 1839. Obligado por las circunstancias adversas y a cargo de unos familiares, a partir de 1847 y con sólo 13 años de edad, comienza a ganarse la vida pintando abanicos, aprovechando los conocimientos adquiridos en la sociedad El Liceo. Esta profesión la complementa con el oficio de escritor a lo largo de toda su vida. Había podido estudiar solamente la educación primaria.
Llega a tener seis hijos con su mujer, viviendo en un piso de Valencia los inviernos, y en una pequeña casa de veraneo en Macastre. Se cuenta que algunos vecinos del pueblo, como pulla cómica ante el carácter bullicioso de la prole de Escalante, los recibían cantando:

Ya vienen los Escalantepor el Camino Real:¡pobres uvas, pobres higos,qué mal lo vais a pasar!
citado en Zabala, Fernanda, p. 85.

Eduardo Escalante Feo, uno de sus hijos, también actúa destacadamente en la creación teatral. Componiendo la mayoría de sus obras en valenciano, escribe tanto sainete, como zarzuela, a la que quiso imprimir un carácter valenciano, y que precedió la época de oro de la revista musical valenciana de las décadas de 1920 y 1930.

## Labor literaria y dramatúrgica
Pasa un breve periodo en Madrid. A la vuelta, publica poesía en los periódicos alicantinos El Iris y La Palma y en los valencianos La flauta, El Rehilete y El Rubí. Publica en 1855 dos milagros, con motivo del cuarto centenario de la canonización de Vicente Ferrer (patrono de Valencia):  La vanitat castigada y La muda, bien acogidos por el público.
Escalante escribe casi toda su obra en valenciano, utilizando el castellano solo en unas pocas piezas, como por ejemplo en su drama Raquel. Publica su primer sainete, Deu, dèneu i noranta, en 1861. El éxito de público acompaña la práctica totalidad de su carrera.

## Estilo y temática
En general, los sainetes de Escalante presentan las típicas tramas sencillas del género chico, donde abundan los amores contrariados por incompatibilidades de clase o de extracción social pero que, finalmente, se resuelven en forma satisfactoria.
Sus 47 sainetes aún en la actualidad son un importante documento ilustrativo de las costumbres de su época y de los hechos históricos de los que fue contemporáneo, además de muestrario del habla popular y dialectal valenciana.

## Crítica
Son variados los juicios en relación con la persona y la obra de Eduardo Escalante. Distintos estudiosos e intelectuales han tenido opiniones muchas veces divergentes. Se suele valorar positivamente la fuerza dramática de sus sainetes y la habilidad con la que supo engarzar las diferentes escenas cómicas. Algunos intelectuales han criticado a Escalante el ser demasiado complaciente con las clases dominantes, reservando sus críticas más ácidas para las bajas y medias con pretensiones de ascenso social. La utilización del lenguaje dialectal y muchas veces exagerado de distintas maneras para generar un efecto cómico, también ha recibido opiniones encontradas.
Unamuno afirma que:

El valenciano corriente es el de los donosos sainetes de Eduardo Escalante, y algunas veces el de aquella regocijantes salacidades de Valldoví de Sueca, al pie de cuyo monumento no hace mucho me he recreado yo.
Unamuno, Miguel de. Discurso en el Congreso sobre las lenguas hispánicas y a propósito de la oficialidad del castellano. Diario de Sesiones, 18 de septiembre de 1931

Manuel Sanchis Guarner, en relación con las palabras de Unamuno y a Escalante mismo, afirma que:

Escalante nunca critica ni a la aristocracia ni a la burguesía, ni al caciquismo ni a los enemigos de la Renaixença. Bien sospechosos resultan al respecto los nada desinteresados elogios que mereció de Unamuno y la consideración que aún les merece a los reaccionarios actuales.
Sanchis Guarner, Manuel. El sector progressista de la Renaixensa valenciana (pp. 43 y 44).

Sobre la obra y su valor, Sanchis Guarner alaba el estilo de Escalante y la agudeza con que sabe describir la sociedad de su época y sus contradicciones:

Escalante supo reflejar con una desenvoltura y una jocosidad aún hoy ufanosas, la dinámica social y de su época, con las limitaciones del proletariado y la menestralía y las contradicciones de la burguesía ascendente.
Sanchis Guarner, Manuel. El sector progressista de la Renaixensa valenciana, p. 42.

pero también afirma que:

Escalante no se solidarizó nada con los intentos restauradores del idioma, y contribuyó más que nadie a agudizar la dicotomía: habla popular versus lengua literaria
Sanchis Guarner, Manuel. El sector progressista de la Renaixensa valenciana (pp. 43 y 44).

Joan Fuster dice:

Una gran masa de literatura popular del XIX y de principios del XX saca un excelente partido cómico de la burla dirigida a los castellanizantes. Hay una palabra en el vocabulario de la capital, «coentor», que viene a ser sinónima de «cursilería», pero que alude particularmente a la afectación que suponía, en un valenciano, el hablar castellano. Los graciosos sainetes de Eduardo Escalante presentan una variada galería de «coents», que hacían las delicias del auditorio teatral de nuestro siglo pasado.

En una de aquellas piezas de Escalante, precisamente, L’herència del rei Bonet, uno de los personajes se sorprende porque su padre, un artesano que espera un legado de millones, le habla súbitamente en castellano. «¡Mira por dónde, por qué me habla en castellano!», dice. Y el ingenuo
terciopelero le contesta: «Porque debo acostumbrarme al mudar de clase...». L’herència del rei Bonet es de 1880.
Fuster i Ortells, Joan. Nosaltres els valencians (pp. 149 y 150).

Escalante fue, no hace falta decirlo, un gran sainetista: un hombre de teatro hábil y un sagaz observador del pueblo castizo de la Valencia de su tiempo. Su obra resiste perfectamente el paso de los años. Y su éxito, no es aventurado afirmarlo, condició en buena parte el desarrollo posterior de las posibilidades de la escena vernácula.
Fuster i Ortells, Joan. Consideracions sobre la situació del teatre valencià (citado en Escalante i el teatre del segle XIX: precedents i pervivència, p 289).

Según Marcelino Menéndez Pelayo, los sainetes de Escalante:

rayaron a la altura de lo mejor que la musa cómica había producido desde los tiempos de don Ramón de la Cruz.
Menéndez Pelayo, Marcelino (citado en Zabala, Fernanda, p. 86).

Según Xavier Fàbregas:

El teatro de Escalante, visto hoy en conjunto, constituye un retablo de tipos populares valencianos de la segunda mitad del siglo XIX: y a través de estos tipos uno puede arribar, por vía de síntesis, a la reconstrucción de una sociedad inestable y angustiosa donde cada célula familiar vela de una manera casi trágica por mantener su prestigio y disimular hasta lo inimaginable, cualquier descenso económico que le haya sobrevenido.
citado en Escalante i el teatre del segle XIX: precedents i pervivència, p. 85.

Según Ricard Blasco:

El mayor mérito de Escalante consiste en haber captado con toda vivacidad las aspiraciones de una clase media urbana en formación, la cual, por sentirse representada en escena, se identificó con las sencillas normas éticas postuladas por el autor. Esta comunicación con el público fue la razón de la vigencia de su teatro, incluso más allá de sus límites geográficos.
Blasco, Ricard. Gran Enciclopedia de la Región Valenciana (citado en Escalante i el teatre del segle XIX: precedents i pervivència, p. 294).

## Influencia
La obra de Escalante ejerció un poderoso influjo tanto en autores contemporáneos suyos como en los posteriores, sobre todo en Valencia, ya que en el resto del dominio lingüístico  pasó bastante desapercibido. Algunos de los más importantes son:
- Francesc Palanca i Roca.
- Josep Ovara.
- Antoni Roig i Civera.
- Josep García Capilla.
- Manuel Millàs i Casanoves.
- Josep Campos Martí.

## Obras
Entre las piezas más destacadas de Escalante, se encuentran Bufar en caldo gelat (1869), La xala (1871), L'escaleta del dimoni (1874), Les xiques de l'«entresuelo» (1877), L'herència del rei Bonet (1880) y La Patti de Peixcaors (1884). Son todas obras que alcanzaron un extraordinario éxito de público.
Con motivo del estreno en Madrid de Matasiete espantaocho fue acusado de plagiar el sainete Los valientes, del autor Javier Burgos. La polémica ocupó tertulias y páginas de periódicos, hasta que se comprobó que Escalante había estrenado su obra en Valencia con anterioridad a Javier Burgos.

### Obras en orden alfabético
- A la vora d'un seqiol
- Agüelo Cuc, L'
- Als lladres
- Barraca en el Cabanyal
- Bolot d'Oros i Mà
- Bou i la mula o l'Àngel Bobo, El
- Buen moso, Un
- Bufar en caldo gelat
- Casa de Meca, La
- Cencerrada del mercat, La
- Coentes, Les
- El dramaturg peyro.
- Consoladora, Casa d'empenyos i préstamos, La
- Corruixetes
- Criades, Les
- Des de dalt del Micalet
- Deu, dèneu i noranta, El
- En una orxateria valenciana

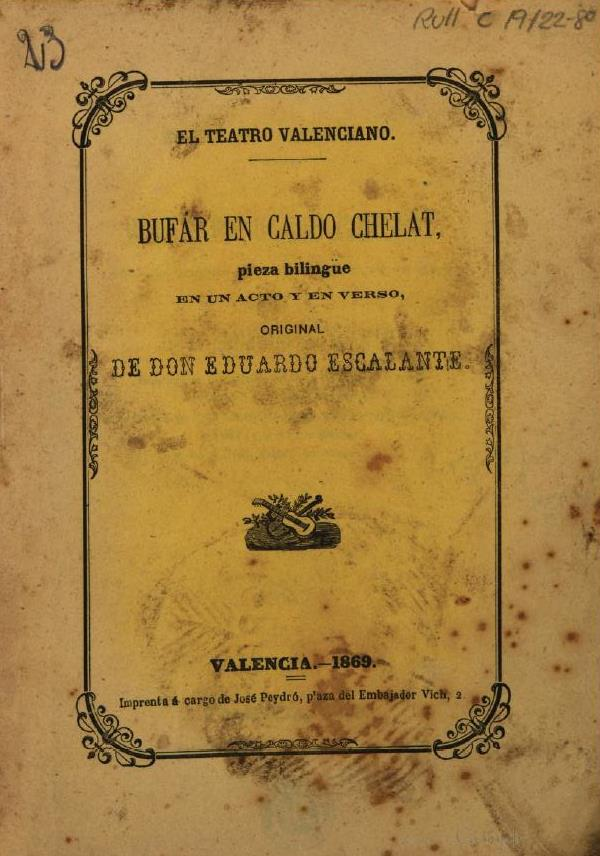
Portada de la edición de 1869 del sainete Bufar en caldo chelat.

- Endevina endevinalla o el Tio Perico
- Escaleta del dimoni, L'
- Falla de sant Josep, La
- Fugint de les bombes
- Grapadet i prou, Un
- Herència del rei Bonet, L'
- Jeroni i Riteta
- Lepe i Talala
- Matasiete, Espantaocho
- Mentirola i el Tio Lepa
- Moma, La
- Muda, La
- Nit en la glorieta, Una
- Nóvios de ma cunyada, Els
- Oros són triumfos o Un solter de l'Hortet
- Patti de Pescadors, La
- Processó per ma casa, La
- Rei de les criadilles, El
- Sastreseta, La
- Sogra de castanyola, Una
- Tadea la Corsetera
- Tio Cavila o A divertir-se a un poblet, El
- Tonico!
- Torero d'estopa, Un
- Trapatroles
- Tres forasters de Madrid
- Tres palomes, Les
- Trovador en un porxe, El
- Vanitat castigada, La
- Vides trencades
- Xala, La
- Xiques de l'entresuelo, Les
- Xiquet del Milacre, El

### Sainetes (copias facsímiles y versiones completas)
- Búsqueda de libros de Google (ed.). «Eduard Escalante».
- Federico Doménech, ed. (¿1894?). «Colección completa de las obras dramáticas de Eduardo Escalante / con un prólogo de Teodoro Llorente» (en valenciano). Valencia. Archivado desde el original el 29 de septiembre de 2010.
- Fundación Biblioteca Virtual Miguel de Cervantes (ed.). «Escalante, Eduardo (1834-1895)». Biblioteca Virtual Miguel de Cervantes.

- Datos: Q8772270
- Multimedia: Eduard Escalante i Mateu / Q8772270
- Textos: Autor:Eduardo Escalante Mateu